# Miihkali Teppo
Miihkali Teppo, född 28 december 1992 i Helsingfors, Finland, är en finländsk ishockeyspelare som spelar för Pelicans i FM-ligan. Teppo är back.

### Fotnoter
1. ↑  Eurohockey.com, Eurohockey.com spelar-ID: 131286, läst: 25 april 2022.[källa från Wikidata]
2. ↑  ”Miihkali Teppo at eliteprospects.com” (på engelska). www.eliteprospects.com. https://www.eliteprospects.com/player/25266/miihkali-teppo. Läst 8 september 2019.
3. ↑  ”Miihkali Teppo” (på engelska). www.pelicans.fi. https://www.pelicans.fi/fi-fi/article/etusivu/miihkali-teppo/3516/. Läst 8 september 2019.